# Воловичи
Воловичи — деревня в городском округе Коломна Московской области. Население — 16 чел. (2021). До 2017 года относилась к Биорковскому сельскому поселению Коломенского района.

## География
Расположена на юго-западе городского округа, примерно в 10 км от Коломны, высота над уровнем моря 165 м. Ближайшие сёла: Змеево — 1,8 километра на восток, Гришино в 1,2 км на юг и посёлок Лесной в 2,2 км на запад, там же ближайшая железнодорожная станция — платформа 18 км Озёрской ветки Рязанского направления Московской железной дороги.

## История
В доступных источниках впервые встречается на Карте Московской Провинции Горихвостова 1774 года.

## Население
| 2002 | 2006 | 2010 | 2021 |
| ---- | ---- | ---- | ---- |
| 16   | →16  | ↘15  | ↗16  |

## Экономика
Начиная с лета 2017 года, на мусорный полигон, находящийся в 500 м от Воловичей, предназначавшийся для нужд Коломенского района, стали бесконтрольно свозить мусор из других городов Подмосковья и Москвы. За 6 месяцев использования полигона в таком режиме, без соблюдения технологии захоронения мусора, размер полигона увеличился в 2 раза по сравнению с тем объёмом мусора, который был свезён из Коломенского района за 27 лет.